# 寶泉局

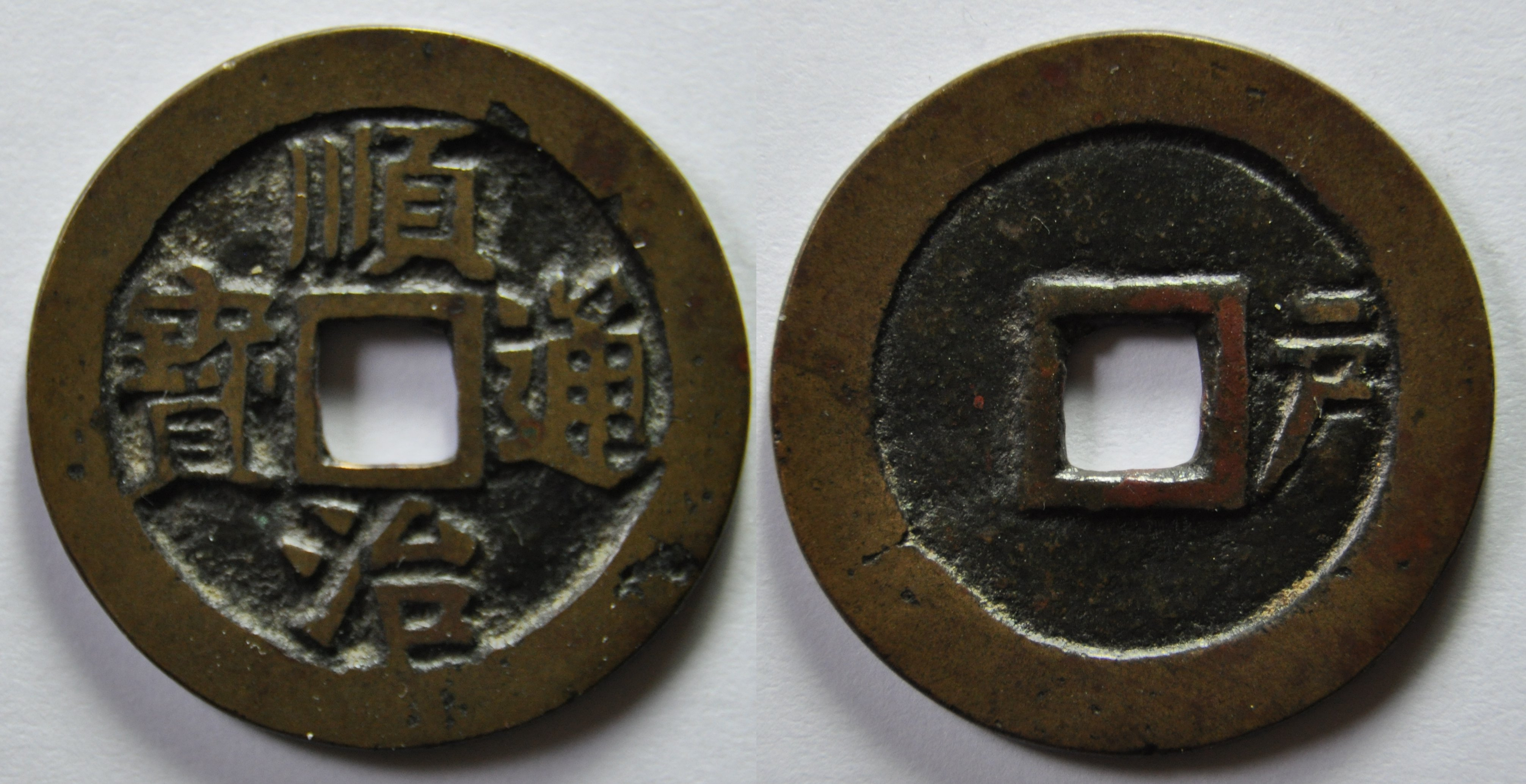
户部宝泉局于顺治元年至二年（1644年－1645年）间铸造的顺治通宝第二式铜钱。

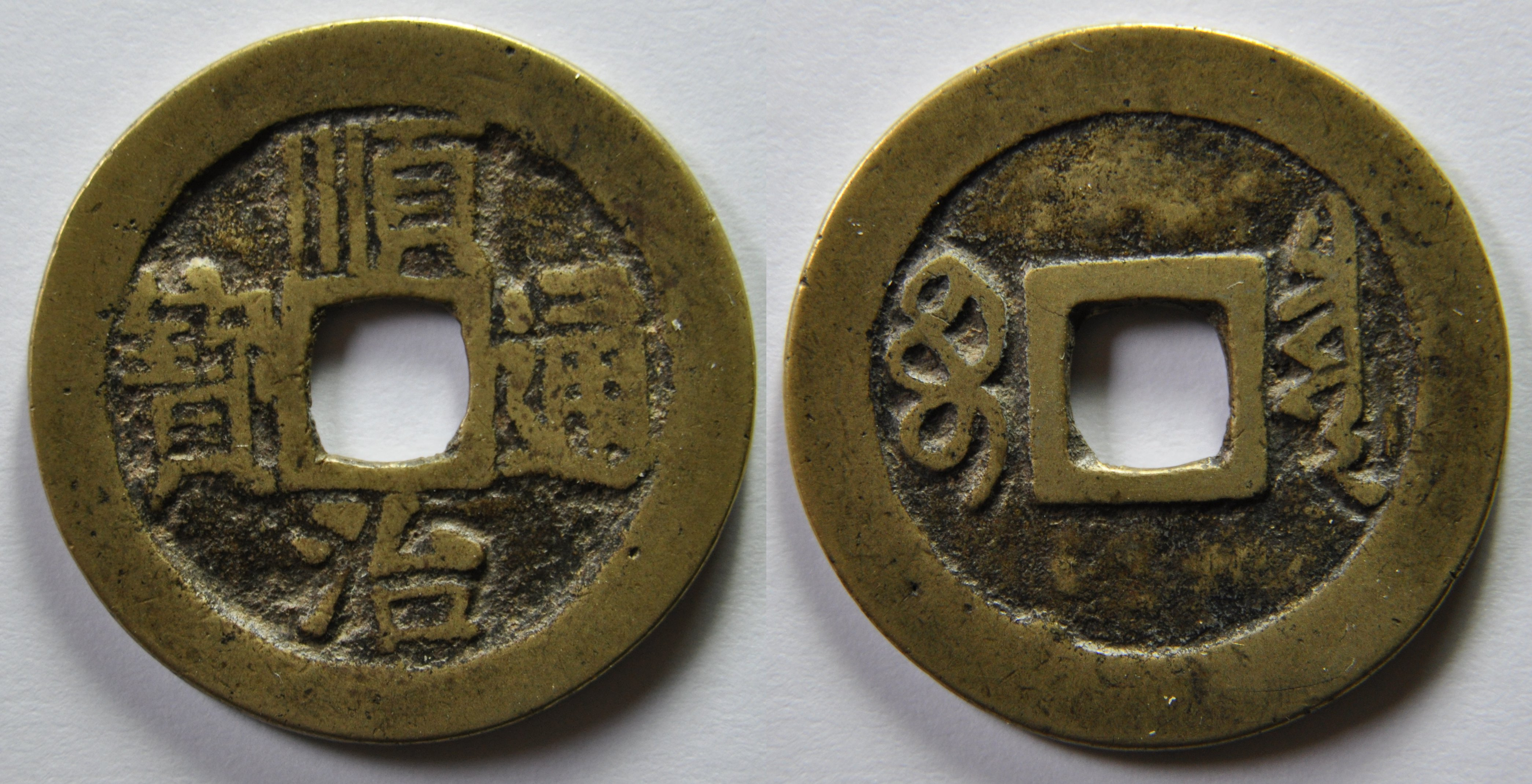
户部宝泉局从顺治十四年（1657年）开始铸造的顺治通宝第四式铜钱

寶泉局，是明朝、清朝户部下属的负责钱币铸造的机构。明朝各省承宣布政使司也设有宝泉局。

## 简介
明朝建立之前，龙凤七年（1361年）朱元璋置宝源局于南京应天府，铸“大中通宝”钱。明朝洪武元年（1368年），各行省设置宝泉局，与宝源局同铸“洪武通宝”钱，并且严禁私铸。
明成祖永樂遷都以后，在新都北京顺天府又设宝泉局，应天宝源局與顺天宝泉局并称“南北二局”，均隶属工部。各行省的宝泉局隶属承宣布政使司右布政使，因为币制混乱，所以各行省的宝泉局时开时闭。
明朝天启二年（1622年），因为军费开支增加，所以在北京教忠坊内增设户部宝泉局，主官称大使。
清朝沿用了明朝宝源局、宝泉局铸币的规制，并且各设东作厂、西作厂、南作厂、北作厂（相当于如今的造币厂），其中宝泉局东作厂位于东四四条，宝泉局西作厂位于千佛寺胡同，宝泉局南作厂位于钱粮胡同，宝泉局北作厂位于北新桥三条。清朝同时规定宝源局铸钱用于工部所管的各项工程，宝泉局铸钱供官民流通使用。
清朝户部宝泉局、工部宝源局的长官分别由各该部汉右侍郎兼充，所以又置监督，专门掌管全局的事务，是仅次于侍郎的主官，由汉、满各一员充任。各省宝泉局也隶属户部。
因为宝泉局隶属户部，所以宝泉局铸的铜钱背面铸有“户”字标记。清朝顺治十四年（1657年），改铸满文“宝泉”（ᠪᠣᠣ
ᠴᡳᠣᠸᠠᠨ），此后成为定制。
咸丰元年（1851年），宝泉局开铸咸丰通宝小平钱。咸丰三年开铸咸丰大钱，咸丰四年开铸铁钱和铅钱，并设有铁钱局。宝泉局咸丰钱铸造量非常大，是现存最多的。由于该局分厂多，版式多样；钱文多由擅于书法的官员书写，钱文秀美。币值有小平、当五、当十、当四十、当五十、当百、当五百和当千8种，其中当五、当四十为试铸品:1:X17,236。克勤郡王庆惠曾铸造背“宝泉”的咸丰大钱，也有铜钱、铁钱和铅钱三种材质，钱背加星月标记与宝泉局铸币区分，记值有当五十、当百、当二百、当三百、当四百、当五百和当千7种:X17,3-4。
《乾隆京城全图》三排3、4列以及四排3列标示，清朝宝泉局位于花梗胡同以东、香饵胡同以南、细管胡同以北，是一个方形大院，面积很大，但房屋大多集中在东北角，其他地方除一水坑之外，均是空场。宝泉局正门开在如今东四北大街西侧的一条短巷内，巷口路北另有一座面阔三间的宝泉庵。
清朝宣统二年（1910年），户部宝泉局被撤销，位于东四北大街西侧的宝泉局原有建筑逐渐被改作其他用途。如今其旧址已无法辨认。